# Ruhr (région)
Pour les articles homonymes, voir Ruhr.

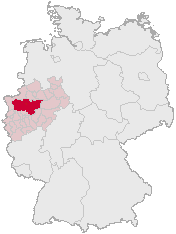
La Ruhr (en rouge) dans le land Rhénanie-du-Nord-Westphalie (en rose) et dans l'Allemagne (en gris).

La région de la Ruhr (en allemand: Ruhrgebiet, /ˈʁuːɐ̯ɡəˌbiːt/, ? Écouter [Fiche], ou familier: Ruhrpott, /ˈʁuːɐ̯ˌpɔt/,, ? Écouter [Fiche]) est une aire urbaine dense de l'Ouest de l'Allemagne et le premier bassin industriel d'Europe de l'Ouest. Elle regroupe plusieurs grandes villes qui forment une conurbation de 5 203 100 d'habitants, soit la première d'Allemagne et la sixième européenne par le nombre d'habitants. Elle s'étend sur 3 484 km2 ou 4 435 km2 selon les sources.

## Géographie

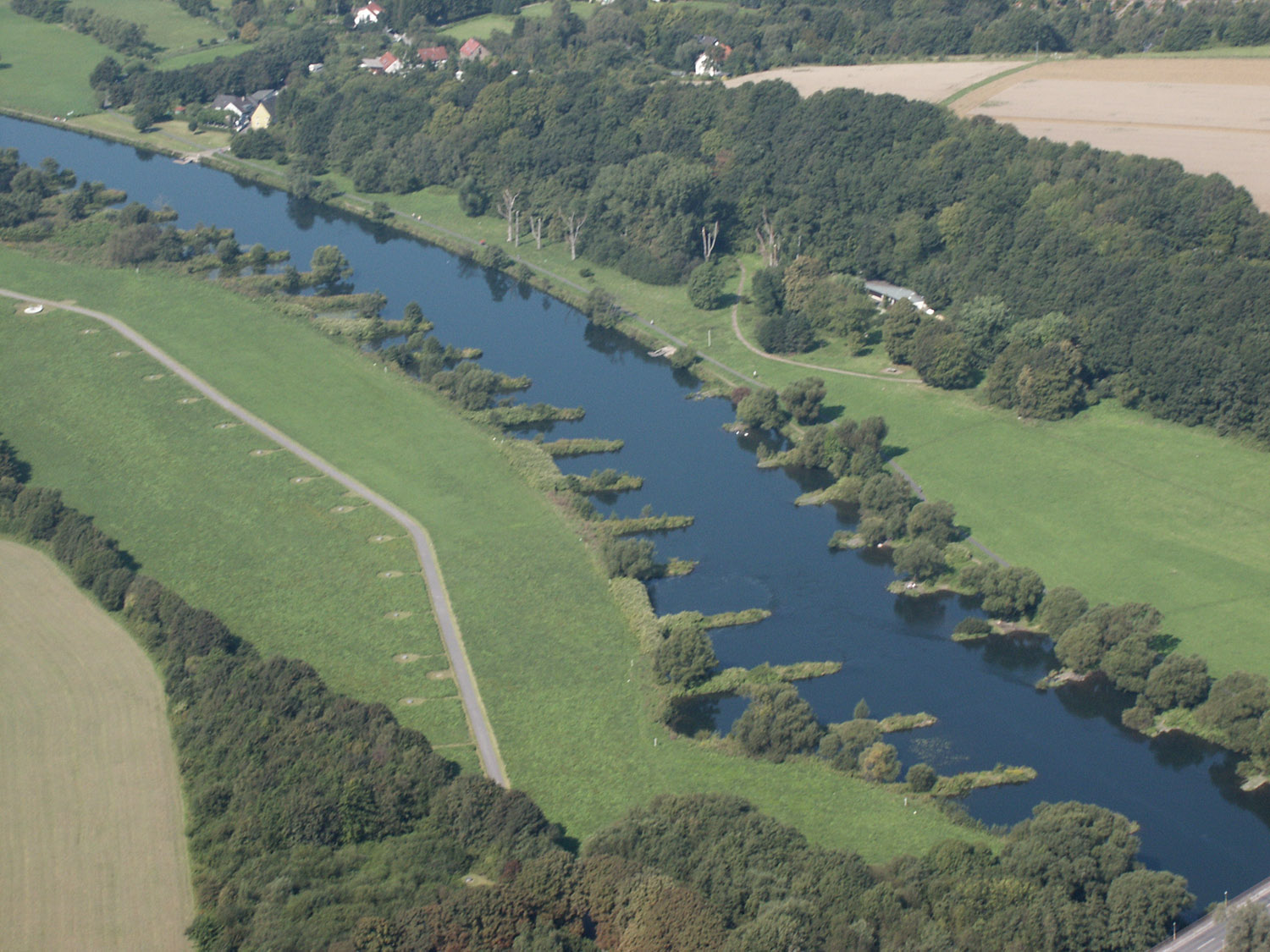
La Ruhr au sud de Bochum.

La région de la Ruhr est située dans le land de Rhénanie-du-Nord-Westphalie et est bordée par la Ruhr au sud, le Rhin à l'ouest et la Lippe au nord.
D'ouest en est, la région comprend les villes de Duisbourg, Oberhausen, Bottrop, Mülheim, Essen, Gelsenkirchen, Bochum, Herne, Hamm, Hagen et Dortmund, ainsi que les zones plus rurales de Wesel, Recklinghausen, Unna et Ennepe-Ruhr. Ces villes ont, en grandissant, fusionné en un vaste complexe industriel d'environ 5,2 millions d'habitants, le cinquième ensemble urbain d'Europe, après Moscou, Paris, Londres et Milan. La région de la Ruhr est souvent elle-même incluse dans la conurbation Rhin-Ruhr, qui compte plus de 12 millions d'habitants.
Malgré l'urbanisation, les visiteurs de la Ruhr sont souvent surpris par les nombreux espaces verts existant entre les grandes villes. En effet, 40,7% de la superficie de la Ruhr correspondent à des espaces agricoles et 17,6% à des espaces forestiers (selon les estimations de la Ruhr Regionalverband).

## Histoire
La région de la Ruhr devient une région urbaine grâce à la révolution industrielle du XIXe siècle. Avant cette époque, la région était surtout agricole et ne se distinguait pas des autres parties de Westphalie ou de Rhénanie. Mais les richesses de son sous-sol en font une des plus riches régions d’Allemagne.
Au cours du Moyen Âge, la plus grande partie de la future région de la Ruhr est partagée entre les comtés de Berg, de la Marck et Clèves. D’autres parties dépendent de la principauté épiscopale de Münster et de l’archevêché de Cologne. Le Hellweg, une importante voie commerciale, traverse la future région de la Ruhr d’est en ouest. Le commerce le long du Hellweg accompagne la croissance des villes médiévales de Dortmund et Duisbourg. Toutes deux appartenaient à la ligue hanséatique, une importante association de villes marchandes du nord de l’Allemagne, et Dortmund était une cité impériale libre.
L’industrialisation du territoire est rapide grâce au sous-sol contenant à la fois du minerai de fer et du charbon. L'industrialisation débute au XVIIIe siècle avec l’ouverture de plusieurs mines de fer près de la cité actuelle d’Oberhausen. À la même époque, les écluses construites à Mülheim sur la rivière Ruhr permettent l’expansion de l’exploitation minière plus en amont de la rivière. Au sein du Grand-duché de Berg, le développement de l’exploitation des gisements de charbon de la Ruhr accompagne la future expansion de son industrialisation métallurgique et sidérurgique, mais malgré les commandes de l'armée napoléonienne, l'expansion souffre du blocus continental et de la mobilisation forcée.
En 1815, le traité de Vienne unifie la région de la Ruhr sous l'autorité du royaume de Prusse : l'armée prussienne devient un des premiers clients de l'industrie de la Ruhr.
Vers 1850, plus de 300 mines de charbon sont en activité dans toute la région. Le charbon est ensuite transformé dans des fours à coke qui alimentent les hauts fourneaux de la région qui produisent la fonte et l’acier. Avant que les gisements de charbon de la vallée de la Ruhr n'aient été épuisés, de nouveaux gisements sont mis en exploitation plus au nord. L’industrie charbonnière se déplace vers les vallées de l’Emscher et de la Lippe, dans des mines plus profondes. L’expansion du chemin de fer dans toute l’Allemagne à partir de la seconde moitié du XIXe siècle donne une impulsion nouvelle aux industries métallurgiques de la Ruhr.
Les employeurs recrutaient des milliers de travailleurs pour les mines et les industries sidérurgiques au fur et à mesure de leur croissance, et la population augmenta rapidement. Les vieilles cités situées le long du Hellweg s’agrandirent et les villages devinrent des villes à leur tour. Les mineurs et leurs familles étaient souvent logés dans des « colonies de mineurs » (à l’image des corons du nord de la France) dont la plupart étaient construits par les firmes de houillères. La région minière de la Ruhr devint rapidement la plus grande région industrielle d’Europe et tient une place centrale dans l'économie de l'Empire allemand.
Dans les années 1890 des dizaines de milliers de travailleurs polonais émigrent de Pologne vers la Ruhr pour travailler dans les mines de charbon. Après la Première Guerre mondiale, une partie de ces « mineurs westphaliens » sont embauchés par les industriels français souhaitant relancer leur économie, en raison de leur savoir-faire. Environ 50 000 d'entre eux arrivent ainsi en France au début des années 1920, dont près des deux-tiers dans le bassin minier du Nord-Pas-de-Calais. 
En mars 1920, en réponse au putsch de Kapp, débute un soulèvement communiste dans la région de la Ruhr. Celui-ci prend fin en avril, lors de l'intervention de la Reichswehr, l'armée de la république de Weimar. En mars 1921, les troupes françaises et belges occupent la région de Duisbourg, une partie de la Rhénanie démilitarisée en vertu du traité de Versailles. En janvier 1923, le reste de la région est occupé en représailles des retards de paiement de l’Allemagne concernant les énormes réparations exigées lors du traité de Versailles. Le gouvernement allemand de la jeune république de Weimar riposte par la « résistance passive », le fameux Ruhrkampf. Les mineurs et les cheminots refusent d’obéir aux ordres des forces occupantes, paralysant la production et les transports. Mais les conséquences financières sont désastreuses et contribuent largement à l’hyperinflation qui ruina complètement les finances publiques allemandes et traumatisent durablement les Allemands en 1923. En réaction, les troupes d'occupation imposent un couvre-feu, procèdent à des contrôles incessants dans les rues et expulsent des habitants. La violence ne tarde pas à s’installer, faisant plus de 130 victimes. L’appel à la résistance passive est donc levé par le gouvernement de Gustav Stresemann en septembre 1923. La fin de la résistance passive permet au gouvernement allemand de négocier le plan Dawes et d’obtenir ainsi le retrait des troupes étrangères en 1925.
Par la suite, les incidents et actes de sabotage perpétrés lors de l’occupation de la Ruhr seront largement exagérés et récupérés par la propagande nazie.

Production mondiale d'acier en 1939. Celle de l'Allemagne est alimentée en majorité par le charbon de la Ruhr.

Pendant la Seconde Guerre mondiale, la Ruhr est au cœur du complexe militaro-industriel allemand. En conséquence, elle doit subir des attaques massives et les bombardements stratégiques alliés détruisent environ 30 % des infrastructures de la région, contre une moyenne nationale de 15 à 20 %. Les pertes civiles sont très importantes dans toutes les villes de la Ruhr. Au printemps 1945, les forces alliées planifient une campagne pour encercler et s'emparer de la région de la Ruhr. La manœuvre d'encerclement réussit, permettant la capture de plusieurs centaines de milliers d'hommes de la Wehrmacht dans la « poche » de la Ruhr. 
Dans le prolongement de la Seconde Guerre mondiale et dans le cadre de son « règlement », les Alliés décident d'exercer un contrôle étroit sur cette région stratégique. La conférence des 6 puissances (États-Unis d'Amérique, Belgique, France, Luxembourg, Pays-Bas et Royaume-Uni) se réunit en date du 28 décembre 1948 à Londres afin de veiller à la production régionale de charbon, d'acier, de coke et de la distribution de ces produits. L'accord établissant l'Autorité internationale de la Ruhr fut signé à Londres le 28 avril 1948. Les droits de vote y furent répartis comme suit : États-Unis d'Amérique 3 voix, Belgique 1 voix, France 3 voix, Luxembourg 1 voix, Pays-Bas 1 voix, Royaume-Uni 3 voix, Allemagne 1 voix.

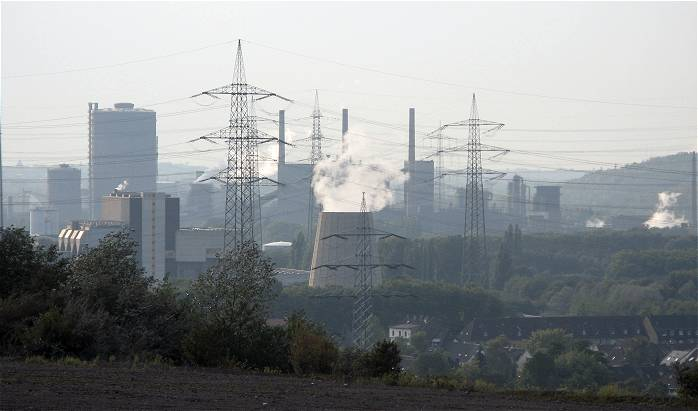
La Ruhr est un bassin industriel de premier plan.

Avec la création de la Communauté européenne du charbon et de l'acier en 1951, l'Autorité de la Ruhr cesse d'exister.
Pendant la guerre froide, il était généralement admis que, dans le cas d'une invasion soviétique, la Ruhr serait l'une des cibles prioritaires de l'Armée rouge. À partir des années 1960, la demande en charbon diminuant, la région a traversé plusieurs phases de crises et de restructurations industrielles, se redéployant tout d'abord vers les usines, puis vers les services et les hautes technologies (faisant ainsi plus ou moins disparaître la traditionnelle pollution de la zone).
Depuis 1979, les communes de la Ruhr sont engagées dans la communauté de communes de la Ruhr, une collectivité à statut particulier qui s'occupe des diverses questions d'aménagement, du trafic routier, de déchèterie et de loisirs.
De nos jours, la Ruhr reste le « centre » de l'Allemagne, une puissance économique de premier ordre, ayant su opérer sa transformation tout en conservant son dynamisme. La fermeture en décembre 2018 de la mine de Prosper-Haniel, dernière mine de houille d'Allemagne, clôt une époque.

## Langue
Le dialecte allemand local est souvent appelé Ruhrdeutsch, Pottdeutsch ou Kumpelsprache, bien qu'il existe de nombreuses différences entre les parties est et ouest de la région. Ce dialecte est souvent inspiré du langage utilisé dans toutes les circonstances par les travailleurs, notamment par les mineurs. L'immigration de travailleurs étrangers a introduit de nouvelles expressions.

## Immigration
Pour un article plus général, voir Ostflucht.
Au XIXe siècle, la Ruhr attira plus d'un million de Polonais de Prusse-Orientale et de Silésie. Quasiment tous leurs descendants ne parlent désormais qu'allemand et se considèrent eux-mêmes comme Allemands, leur nom de famille étant le seul signe de leur origine polonaise. Après la Seconde Guerre mondiale, les Gastarbeiter étaient plus souvent originaires d'Italie, de Turquie ou de Yougoslavie. L'immigration actuelle a souvent pour origine les anciens pays communistes d'Europe de l'Est. 
En 1900, les principales communautés polonaises étaient :
- Gelsenkirchen (13,1 % de la population)
- Bochum (9,1 %)
- Dortmund (7,3 %)